# Alcima dbari
Alcima dbari là một loài tò vò trong họ Ichneumonidae.